# Cobá
Cobá nagy jelentőségű maja régészeti lelőhely délkelet-Mexikóban, Quintana Roo államban. A klasszikus korban, 200 és 800 között az egész maja világ egyik legnagyobb városa volt, mígnem nagy riválisa, Chichén Itzá át nem vette a vezető szerepet a térségben és az irányítást Cobá felett. 1000 után a település hanyatlani kezdett, és bár 1200 és 1500 között még valamennyit visszanyert jelentőségéből, ezután teljesen elhagyták.
Neve a maja nyelvből származik, jelentése valószínűleg „mohás víz”, de vannak, akik szerint „zavaros víz”, sőt régebbi maja nyelvből egyesek azt is levezetik, hogy akár „chachalacák vize”, „tasakospatkány foga” vagy „bőséges víz” is lehet.

## Leírás
Cobá a Yucatán-félsziget keleti felén, Quintana Roo állam Solidaridad községében található. Létrejötte és fejlődése nagyban köszönhető a közelében található öt tónak. Mintegy 70 km²-es területén több épületcsoport helyezkedik el, amelyeket sacbék kötnek össze egymással, és ugyancsak ilyen utak (összesen legalább 45 található belőlük) vezetnek közeli kisebb településekre is, amelyek valószínűleg Cobá alárendeltjei voltak. Innen indul a félsziget egyik legjelentősebb, 100 km-es, Yaxunába vezető sacbéje is.
Mire az 1550-es évek környékén a spanyol hódítók megérkeztek, a várost már nem lakta senki. A területen az első kutatásokat John Lloyd Stephens és Frederick Catherwood végezte a 19. század közepén, az első ismert cobái fényképet Teobert Maler készítette 1881-ben.
Cobá több mint 6500 építményének csak egy kis része van teljesen feltárva. A három legfontosabb épületcsoport a Cobá, a Nohoch Mul és a Festmények Csoportja. A Cobá csoport a bejárathoz közel, a nyugati részen található, legjellegzetesebb épülete egy 25 méter magas, a klasszikus korban épült piramistemplom, de találhatók itt paloták és lakóépületek is, valamint egy labdajátékpálya és egy emberi koponyákat ábrázoló díszítésekkel és hieroglifikus feliratokkal ellátott alapzat. Innen a 9-es számú sacbé, az egész terület legszélesebb újta vezet egy kisebb csoporthoz, az úgynevezett Macanxochoz, ahol 8 faragott kősztélé, oltárok és szentélyek láthatók. Mintegy két kilométer távolságban északkeleti irányban emelkedik az egész maja világ egyik legmagasabb épülete, a 42 méteres Nohoch Mul piramis, amelynek tetejéről (ahova a turisták is felmászhatnak) az egész környék belátható. Ez a piramistemplom a korai klasszikus korban (200 és 600 között) épült. A Nohoch Mul csoportjához tartozik még egy hatalmas építmény: egy 110 m × 125 m-es, 30 méter magas alapzat, amely ma még feltáratlan, de mivel úgy tűnik, hogy tetejére nem épültek más építmények, azt feltételezik, hogy befejezetlen maradt. Ugyancsak itt található az úgynevezett 10-es épület, ahol a terület legjobb állapotban megmaradt sztéléje, a 20-as sztélé található. Erre egy maja dátumot írtak rá, ami a mi időszámításunk szerint 730. november 30-nak felel meg. Az 1-es, az 5-ös, a 6-os és a 8-as sacbé találkozásánál egy különös, félkör alaprajzú, lépcsős építmény is található, ami valószínűleg emlékhelyként, emlékműként szolgált. Ettől a csoporttól délnyugatra, a Festmények Csoportjában a késői posztklasszikus korban épült épületek találhatók. Nevét onnan kapta, hogy a központi, bár kis méretű templomban néhány falfestmény-töredék maradt fenn.

## Képek

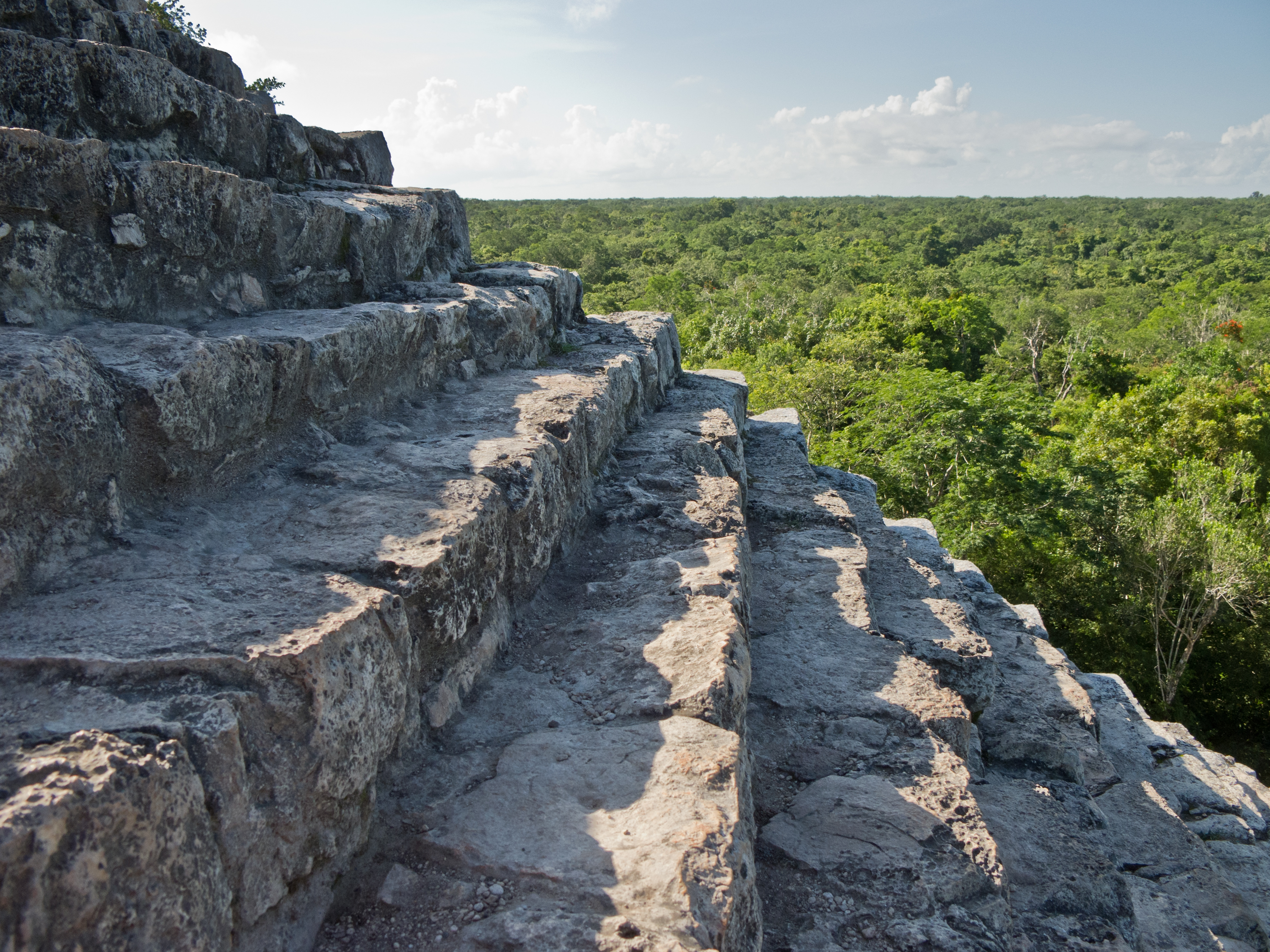
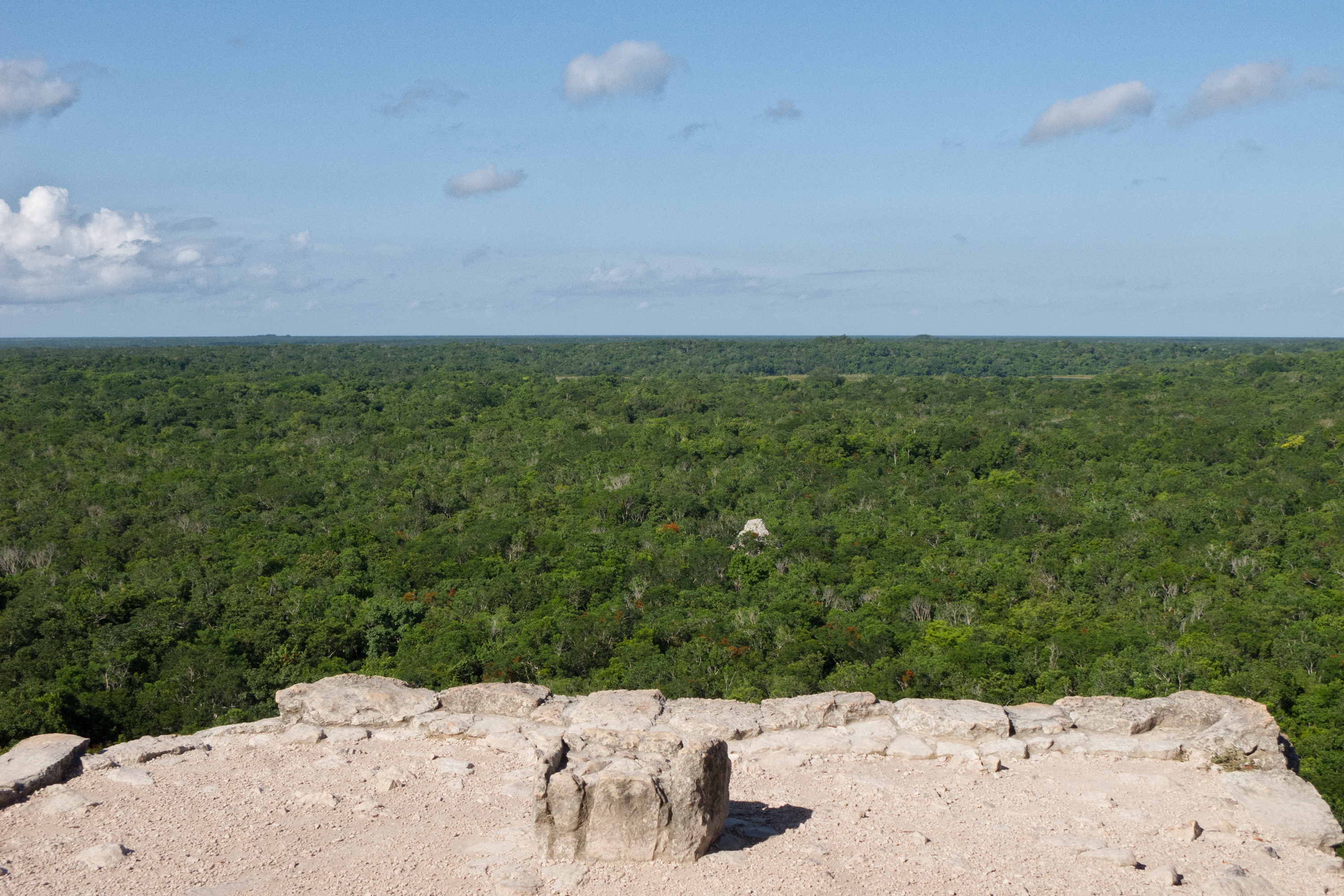
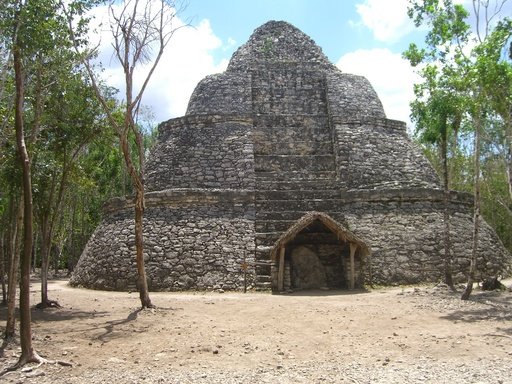
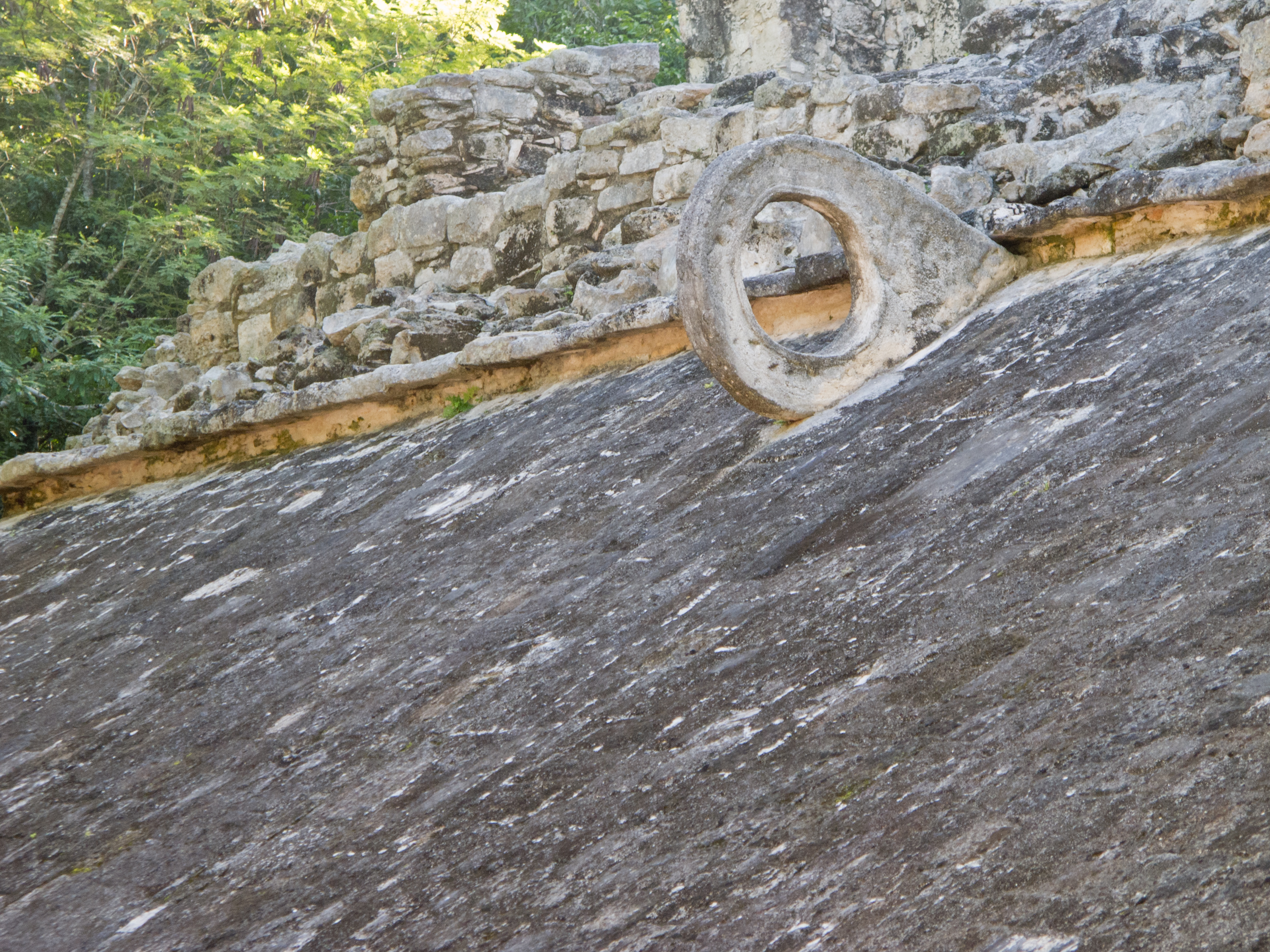